# Ninja ubojica (2009.)
Ninja Assassin je američki borilački film iz 2009. koji je režirao James McTeigue. Priču je napisao Matthew Sand, a scenarij J. Michael Straczynski iz Babylona 5. Južnokorejski pop glazbenik Rain tumači glavni lik razočaranog ubojice koji traži odmazdu na bivšeg mentora kojeg glumi legenda filmova o ninjama Sho Kosugi. Film istražuje političku korupciju, ugrožavanje djece i utjecaj nasilja. Film su producirali Lana i Andy Wachowski, Joel Silver i Grant Hill, poznati po svom prethodnom radu na trilogiji The Matrix i O za osvetu. Snage su udružile i kompanije Legendary Pictures, Dark Castle Entertainment i Silver Pictures. Film je komercijalno distribuirao Warner Bros.
Ninja ubojica se počeo prikazivati u kinodvoranama u SAD-u 25. studenog 2009., te je zaradio 38.122,883 milijuna dolara u Sjevernoj Americi. Film je zaradio dodatnih 23.467,369 milijuna dolara internacionalno.